# Палац Мергентгайм
Палац Мергентгайм (нім. Schloss Mergentheim) — палац, що розташований у місті Бад-Мергентгайм в Німеччині. Спочатку був замком, побудованим у Ранньому Середньовіччі. У 1219 році став володінням Тевтонського ордену. У 1527 році замок став резиденцією Великого магістра Тевтонського ордену та був ним до 1809 року.

## Історія
Історія замку починається у XII столітті, коли графи Лауда побудували замок під назвою Mergintaim. Згодом замок дістався Гогенлое. Тоді у 1169 році замок почали розширювати. У 1219 році власник замку, Андреас фон Гогенлое, став лицарем-тевтонцем та подарував свій замок Тевтонському ордену. Цей перехід очолював князь-єпископ Вюрцбурзький Отто І фон Лобдербург і підтвердив імператор Фрідріх ІІ Гогенштауфен. У 1340 році тевтонські лицарі отримали широкі права у Мергентгаймі від імператора Людовика IV, зокрема обмеження прав місцевих жителів подавати апеляції в місцеві суди. Станом на XV століття у замку Мергентгайм було 19 лицарів, четверо з яких були висвячені на священників.
26 березня 1524 року місцеві селяни — учасники Селянської війни в Німеччині розграбували одне з володінь тевтонців. У замок Мергентгайм вони потрапили 6 квітня, пограбували та зайняли його. Резиденція місцевого господаря, замок Горнек, також був атакований та зруйнований. Тим часом Тевтонський орден був секуляризований у Польщі. Тоді у 1527 році замок Мергентгайм було запропоновано тевтонському магістру Вальтеру фон Кронбергу як резиденцію.

### Резиденція магістрів Тевтонського ордену
У 1568 році Великий магістр Тевтонського ордену Георг Гунд фон Венкгайм почав розширювати замок Мергентгайм з метою перебудувати його у палац.
У 1606 році імператор Священної Римської імперії та Великий магістр Тевтонського ордену Максиміліан ІІІ Габсбург заснував семінарію на території Мергентгаймського палацу. У ній християнське католицьке віровчення мали викладати 12 лицарів з Тевтонського ордену.
У 1694 році новим Великим магістром став Франц Людвіг фон дер Пфальц-Нойбург, брат попереднього магістра. Магістр Франц Людвіг, обіймаючи на той час уже п'ять церковних посад, широко реформував Тевтонський орден. Він рідко бував у палаці Маргентгайм. Проте наприкінці свого правління, у другій половині 1720-х років, він замовив новий вівтар у палацовій церкві Маргентгайма. Коли йому повідомили, що церква була занедбана та занепала, він наказав спорудити нову церкву. Будівництво почалося у 1730 році. Завершив будівництво у 1736 році наступний Великий магістр, Клеменс Август I (архієпископ Кельна).

### Секуляризація палацу
Згідно з Кампо-Формійським мирним договором 1797 року, що завершив війну першої коаліції, Франція приєднала до своїх володінь Лівобережжя Рейну. Тамтешні дворяни мали отримати від держави компенсації, здобуття яких розрослося до ухвалення Заключної постанови Імперської депутації 1803 року. Згідно з нею, всі церковні держави в складі Священної Римської імперії мали бути ліквідованими, окрім Майнцького курфюрства, Тевтонського ордену в Мергентгаймі та ордену госпітальєрів у Гайтерсгаймі. У 1805 році за Пресбурзьким миром Мергентгайм остаточно став володінням Австрії. У 1809 році місто окупувало Вюртемберзьке королівство. Згодом у тому ж році в ході німецької медіатизації Наполеон Бонапарт позбавив Тевтонський орден володінь. Водночас палац Мергентгайм був пограбований, бібліотека семінарії була перевезена до Штутгарта.
У 1827 році герцог Пауль Вільгельм Вюртемберзький отримав у свої володіння палац Мергентгайм внаслідок шлюбу з принцесою Марією Софією Турн-унд-Таксіс. Пауль Вільгельм, вчений, дослідник природи, демонстрував зібрані під час подорожей етнологічні, зоологічні та ботанічні зразки у двадцяти кімнатах свого палацу. Барон Карл Йозеф фон Адельсгайм керував колекцією герцога, а його власна колекція старожитностей згодом ляже в основу палацового музею Мергентайма.

## Палац та територія

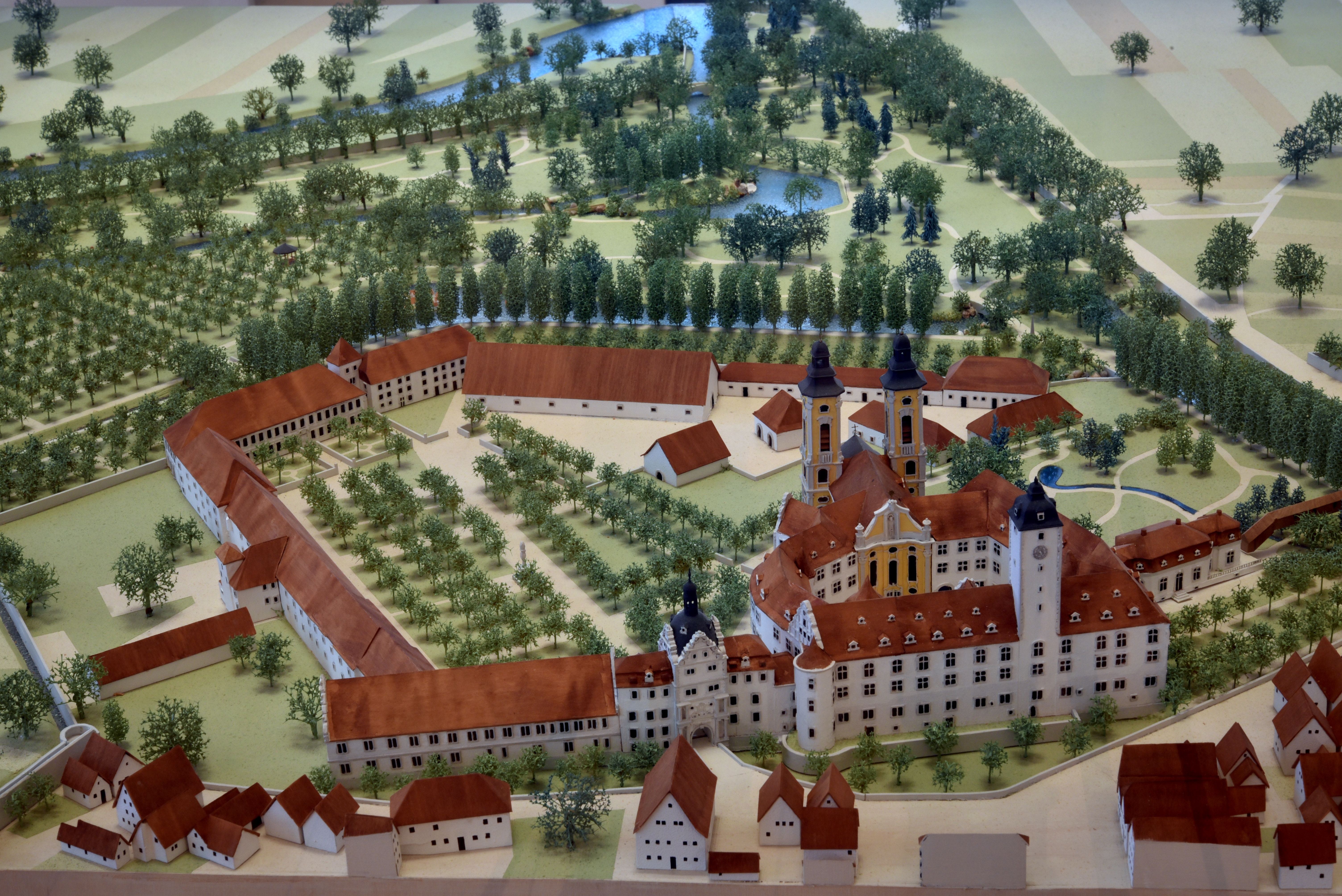
Макет палацу Мергентгайм

Палац складається з двох частин: внутрішнього (житлового) та зовнішнього (адміністративного) кілець. Разом вони займають площу 3000 м². З самого початку у XII столітті замок мав форму п'ятикутника. Згодом був розширений у 1169 році. Зараз найдавнішою збереженою частиною замку є залишки фортеці XIII століття на південному сході. У 1568 році замок був перебудований у палац в стилі Ренесансу. Пізніше його знову перебудували в стилі бароко. Зовнішнє кільце будівель було побудоване у XVI—XVIII століттях.
До палацу входять через головну браму, за якою йдуть будівлі зовнішнього кільця.

### Внутрішнє кільце

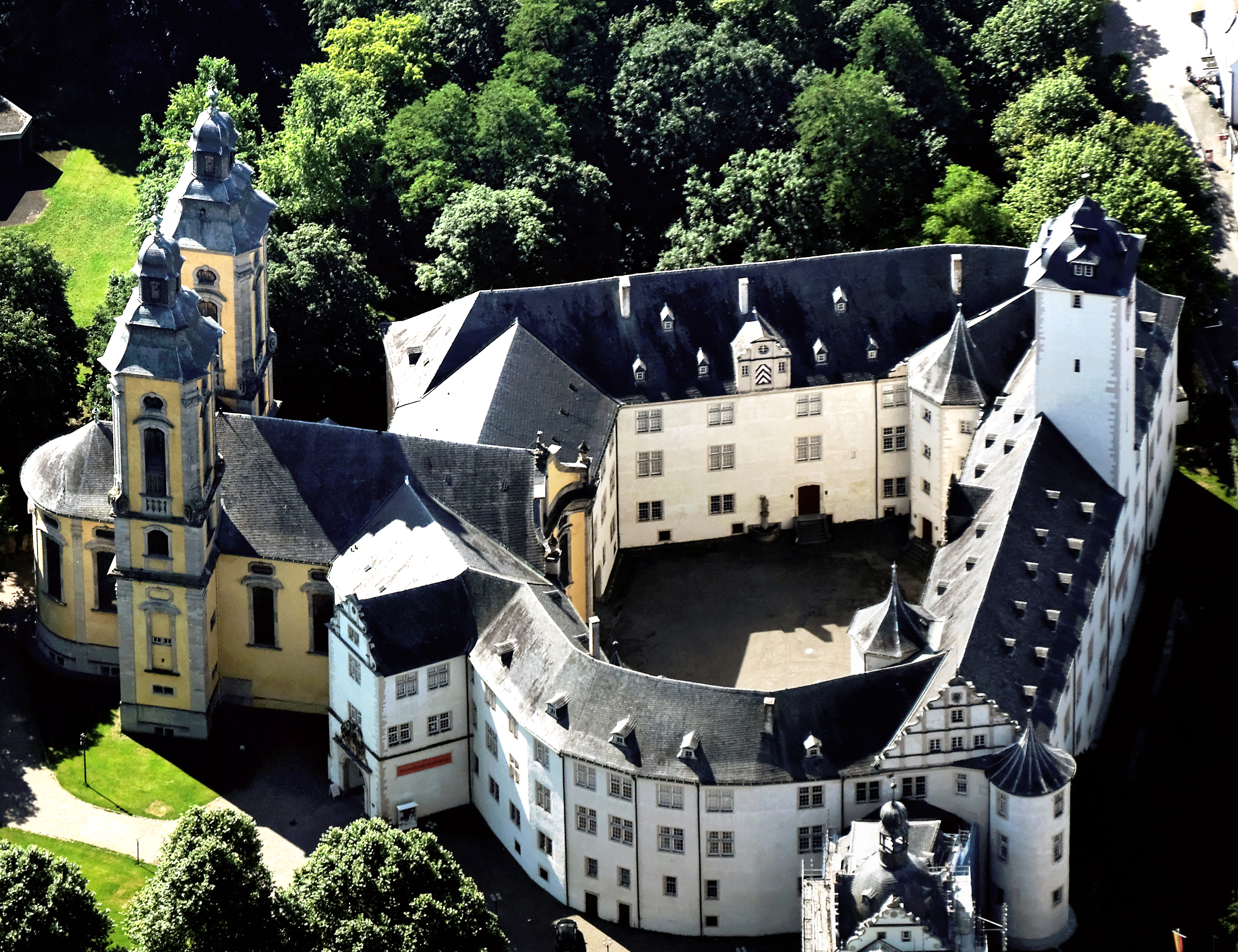
Внутрішнє кільце палацу Мергентгайм

Одна з головних будівель внутрішнього (житлового) кільця палацу Мергентгайм є палацова церква. Її спроєктував архітектор Франц Йосиф Рот, який також займався її зведенням у 1730—1736 роках. Стельову фреску «Прославлення Хреста на небі та на Землі» намалював придворний живописець Мюнхена Йоганн Ніколаус Штубер. Будівля має неф, оточений хором, а також дві галереї й королівську скриньку. Церква була освячена 30 вересня 1736 року на честь Діви Марії, Єлизавети Угорської та святого Георгія. Під церквою був побудований склеп Великих магістрів Тевтонського ордену, який Рот прикрасив ліпниною, але його знищили у 1809 році.

### Зовнішнє кільце

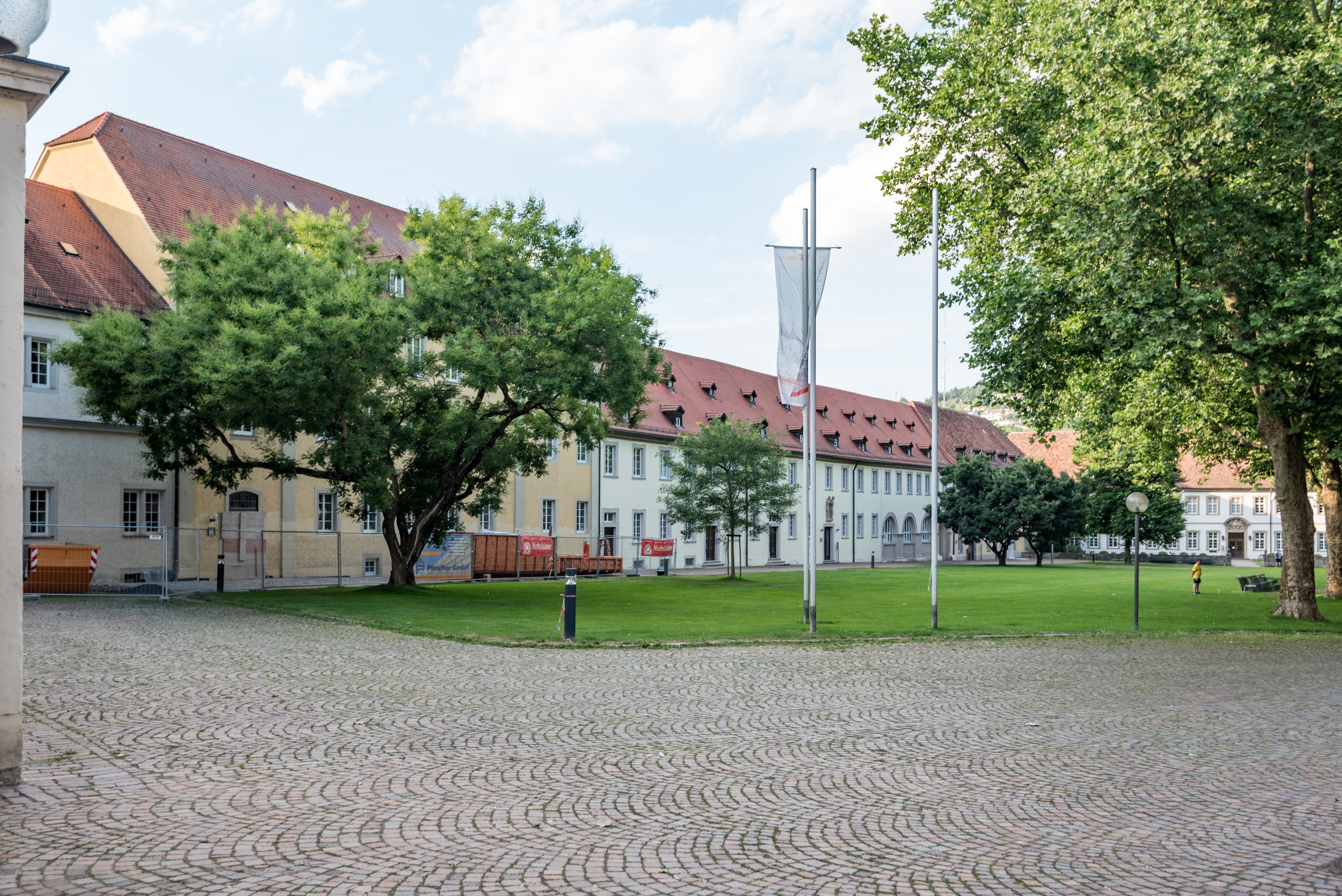
Зовнішнє (адміністративне) крило палацу. Вигляд з боку головної брами

Однією з останніх будівель, зведених на зовнішньому кільці палацу до секуляризації, був капітул XVIII століття. Його свого часу замовив Великий магістр Карл Лотаринзький. Спроєктував капітул архітектор Франц Антон Баньято. Оздоблення залу має військовий характер.

### Сади
Перший сад палацу Мергентгайм з'явився ще близько 1600 року на південному сході палацової території. У 1739—1745 роках сад був перебудований за французьким зразком, було добудовано оранжерею та павільйон. Перебудова саду здійснена за проєктом Франсуа де Кювільє. Павільйон саду був зруйнований у 1823 році. У 1791 році Великий магістр Максиміліан Франц вирішив замінити існуючі сади англійським ландшафтним садом. У цьому саду добудували також 2 павільйони. Роботи над ним закінчилися у 1804—1805 роках.
Частина палацових садів знаходяться на правому березі річки Таубер.

### Музеї
У 1864 році колекція старожитностей Карла Йозефа фон Адельсгейма була подарована місту Бад-Мергентайм за його заповітом. У міській ратуші вона простояла до 1927 року. Тоді вона була повернута у палац. Колекція Адельсгейма стала основою для краєзнавчого музею, який у 1973 році був заново відкритий після ремонту як музей Тевтонського ордену. У 1990—1996 роках музей був додатково розширений з метою заповнення всього житлового приміщення.
Частина експозиції музею Тевтонського ордену присвячена місцевій єврейській історії з акцентом на братів Фелікса та Германа Фехенбахів. Ще одна експозиція музею демонструє лялькові будиночки XIX—XX століть.

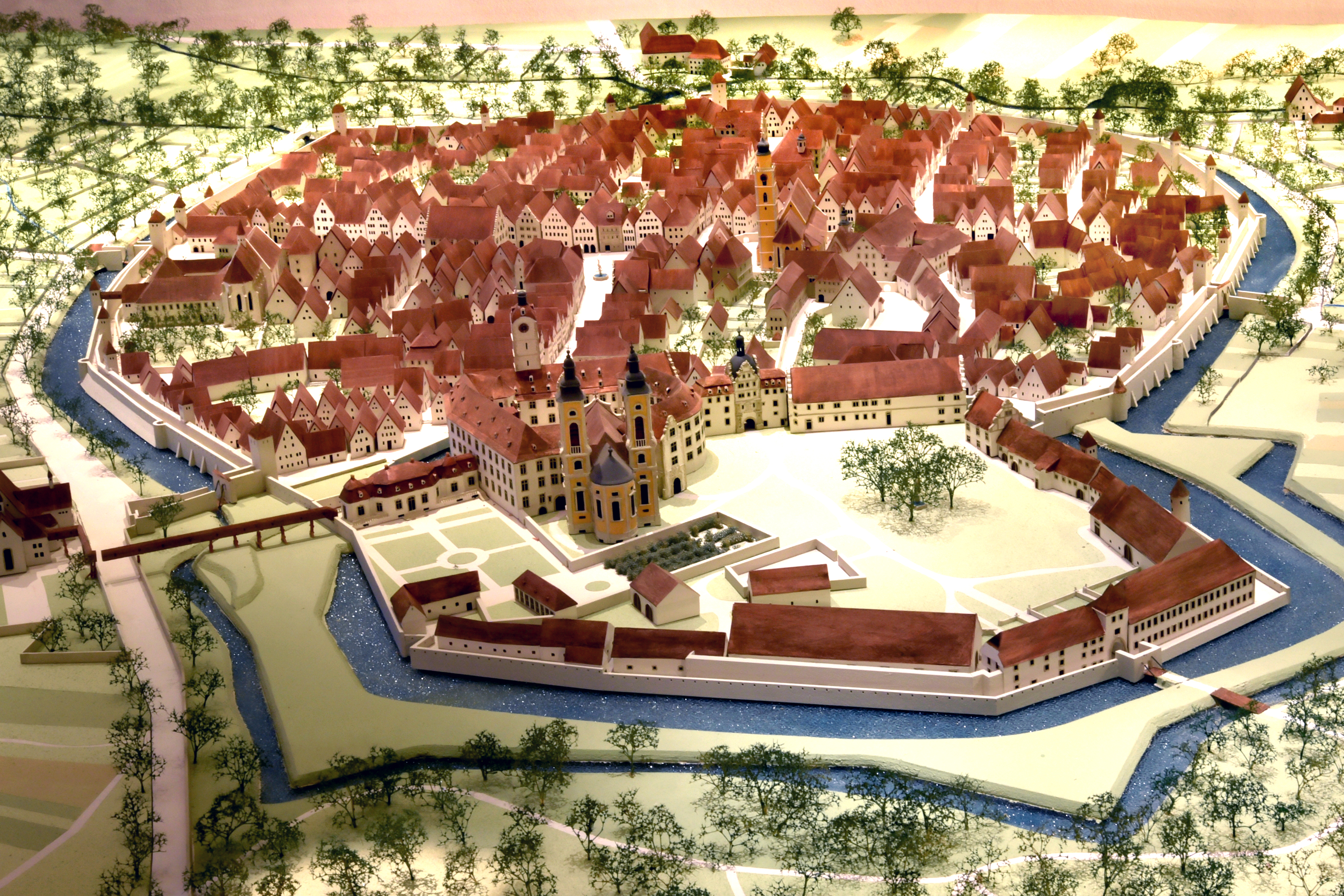
Макет Бад-Мергентгайма станом на 1750 рік

Серед інших постійних експозицій палацу — експонат, присвячений пастору та поету Едуарду Меріке та муніципальна виставка історії. Перший експонат — це колекція з понад сотні предметів, зібраних палацовим музеєм протягом століття. Її центральним елементом є домашня книга, яку Меріке прикрасив малюнками, подарована музею в 1904 році дочкою Меріке. У муніципальній виставці історії, серед іншого, є макет Бад-Мергентгайма станом на 1750 рік.

## Галерея

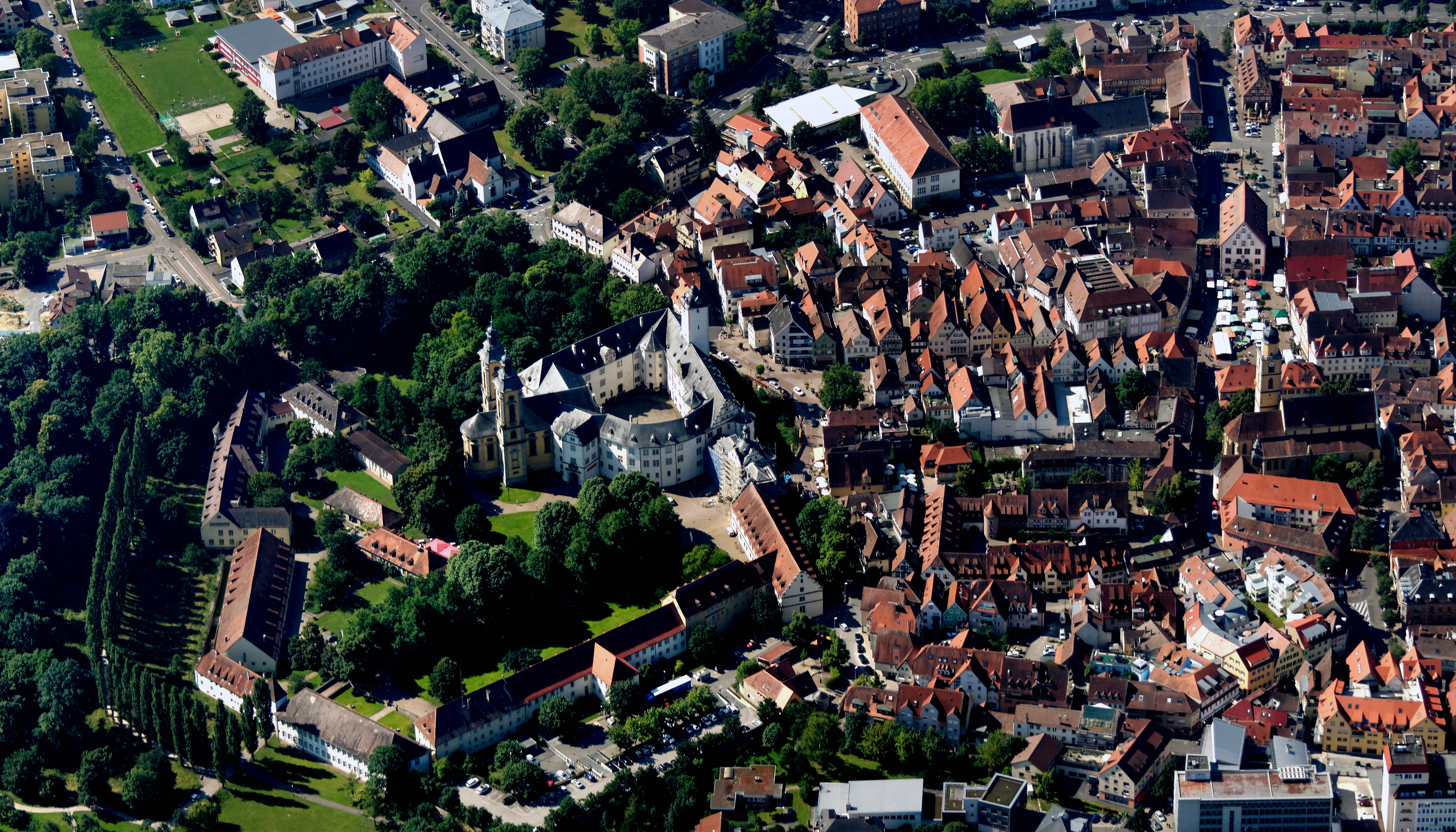
Замок з висоти пташиного польоту
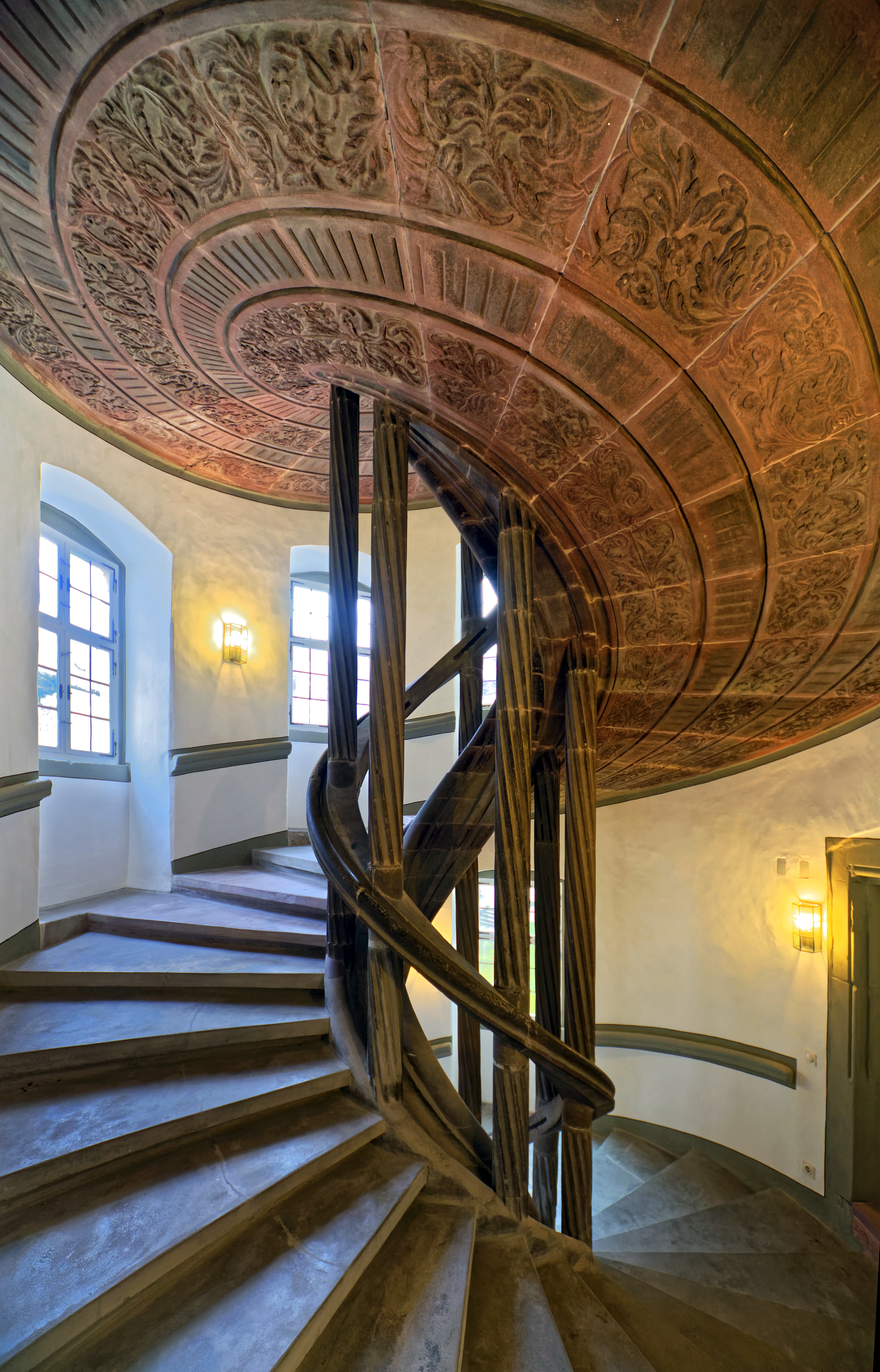
Гвинтові сходи
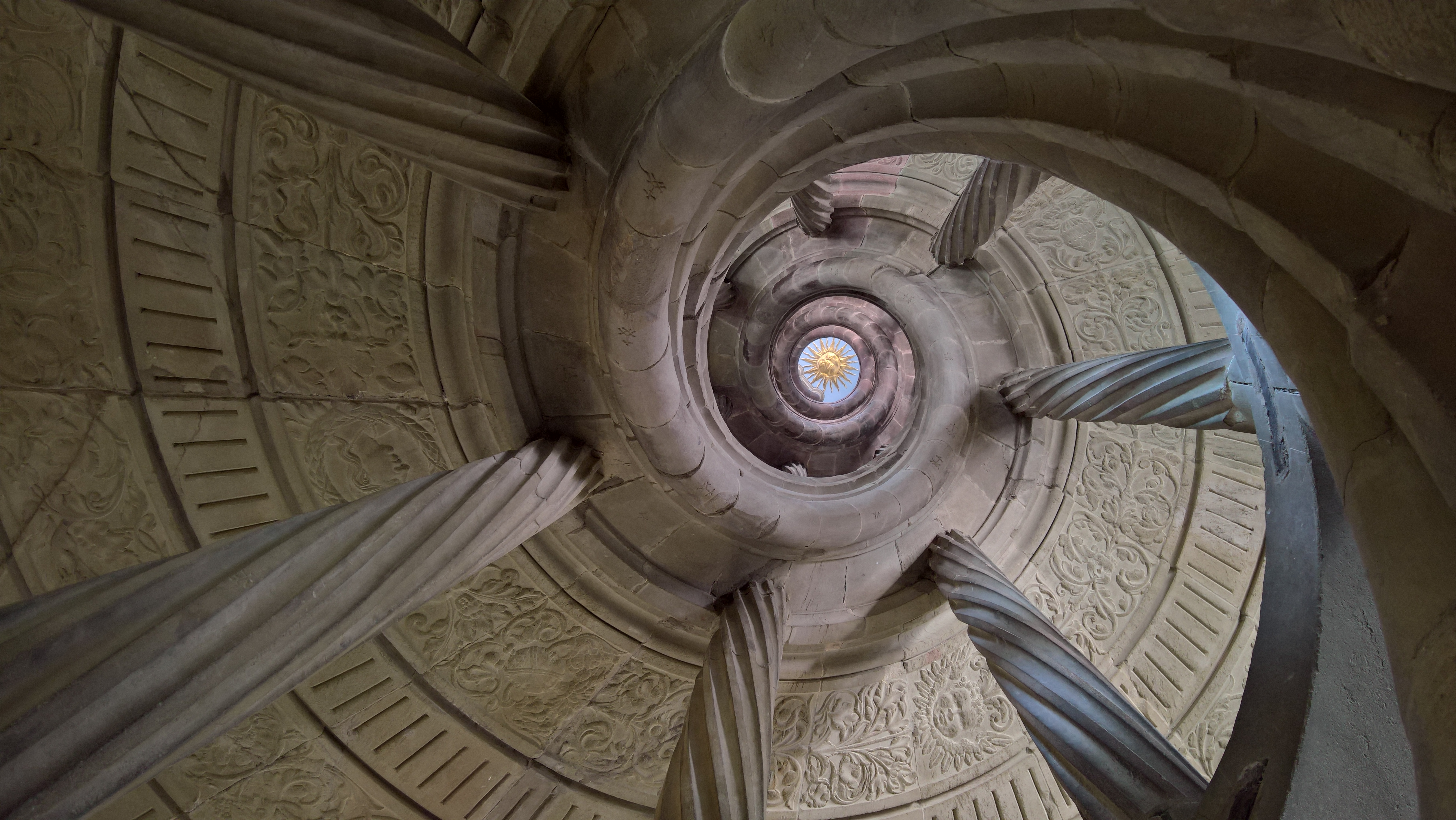
Гвинтові сходи
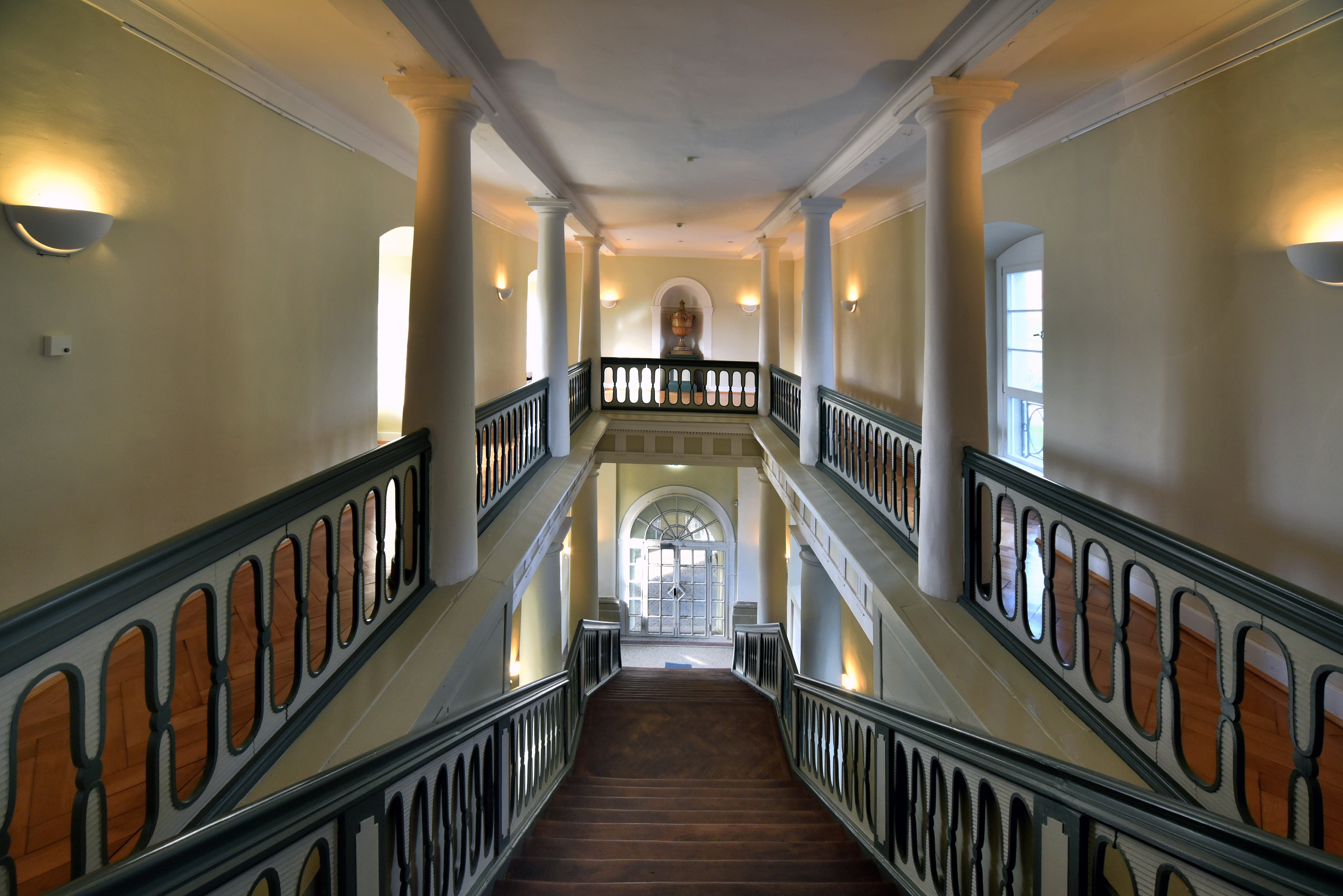
Головні класичні сходи
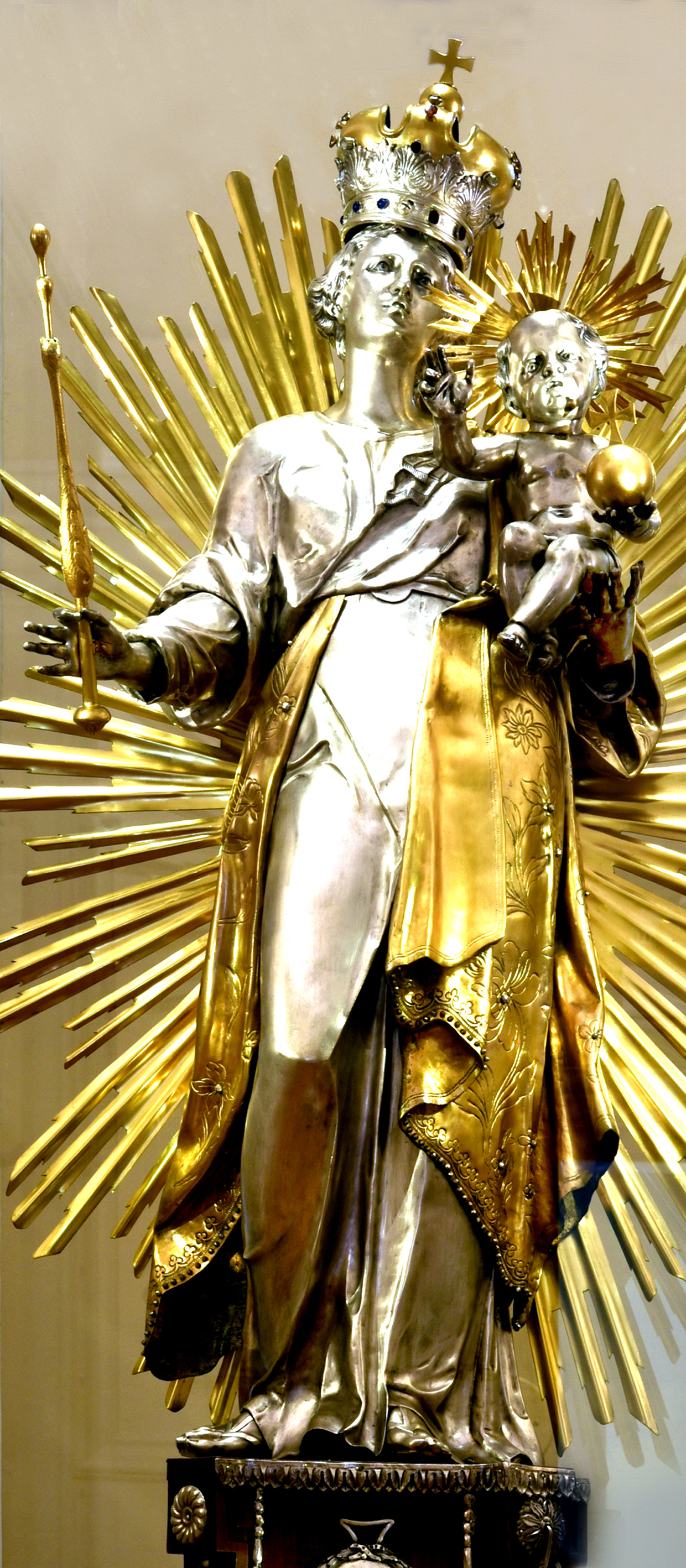
Статуетка Мадонни. Виготовлена із золота та срібла